# In a Glass House
Albums de Gentle Giant
Octopus
(1972) The Power and the Glory
(1974)
In a Glass House est le 5ème album studio du groupe britannique de rock progressif Gentle Giant. Lancé sur le marché en septembre 1973, il fut l'un des albums de Gentle Giant qui connut le plus de succès. L'album est le premier paru après le départ de Phil Shulman et il fut enregistré au Advision Studios pendant le mois de juillet 1973. 
Après Octopus, le quatrième album du groupe, Phil Shulman décide qu'il n'a plus sa place à 36 ans pour être dans un groupe rock et retourne enseigner. Le groupe décide de ne pas le remplacer et change de label (le label Vertigo connaît à ce moment une crise). Il signe alors avec World Wide Artists et commence à enregistrer un nouvel album.
Le distributeur américain, Capitol, refuse de le sortir ne le trouvant pas assez « commercial ». Quelque temps après la sortie de In a Glass House, l'album est importé aux États-Unis et se vend malgré tout à 150 000 copies.

## Liste des titres
Toutes les chansons sont de Shulman, Shulman et Minnear.
1. The Runaway – 7:15
2. An Inmates Lullaby – 4:39
3. Way of Life – 7:52
4. Experience – 7:50
5. A Reunion – 2:11
6. In a Glass House – 8:26

- Bonus sur le CD du 35e anniversaire :
1. Experience (live) - 9:43

## Style musical
L'album débute avec un son de verre se cassant formant ainsi un motif rythmique en 6/8. Les instruments utilisés tout au long de l'album changent constamment d'une pièce à une autre. On peut également noter l'utilisation inusitée de l'orgue Thomas qui rappelle le son d'un orgue à tuyau dans les chansons Way of Life et Experience. In a Glass House se démarque par sa complexité résolument supérieure (polyrythmie, contrepoint rigoureux, dissonances) aux albums précédents du groupe.

## Personnel
- Derek Shulman - Chant (1-4, 6), saxophone alto (6), saxophone soprano (6), flûte à bec (1)
- Gary Green - Guitare acoustique 12 cordes (1, 5, 6), guitare électrique (1, 3, 4, 6), guitare pedal steel (6), mandoline (6), flûte à bec alto (3), tambourin (6)
- Kerry Minnear - Orgue Hammond (1, 3, 4, 6), orgue Thomas (3, 4), piano (3, 4), piano électrique (1, 5, 6), piano RMI 368 Elektra (4, 6), clavecin (4, 6), clavinet (1, 3), clavicorde (4), céleste (2), Mini Moog (1, 3, 4, 6), Mellotron (3), glockenspiel (1, 2, 4), vibraphone (2), timbales (2), marimba (1, 2), violoncelle (5), flûte à bec (1, 3), chant (1-6)
- Ray Shulman - Basse (1, 3-6), guitare acoustique (1, 6), violon (3, 5, 6), violon électrique (4), tambourin (4), chœurs (1, 6)
- John Weathers - Batterie (1, 3, 4, 6), grosse caisse (5), cloche à vache (6)

## Production
- Gentle Giant & Gary Martin : Production
- Gentle Giant : Arrangements
- Gary Martin : Ingénieur
- Dan Bornemark : Mixing